# اوژن پوله
اوژن پوله (فرانسوی: Eugène Pollet‎; ۲۹ سپتامبر ۱۸۸۶ – ۱۶ دسامبر ۱۹۶۷) ژیمناست هنری اهل فرانسه بود.